# Sandy Cove
Sandy Cove est une municipalité située dans la province de Terre-Neuve-et-Labrador, dans l'est de Terre-Neuve.